# Byrsia javana
Byrsia javana là một loài bướm đêm thuộc phân họ Arctiinae, họ Erebidae.